# Martin Wolff (Politiker)
Martin Wolff (* 21. Juli 1957 in Pforzheim) ist ein deutscher Politiker. Er war von 2010 bis 2024 Oberbürgermeister von Bretten.
Wolff wuchs in Ruit, Bretten und Diedelsheim auf. Er besuchte von 1964 bis 1967 die Volksschule Ruit und von 1967 bis 1974 die Max-Planck-Realschule Bretten. Dort absolvierte er die mittlere Reife. Anschließend machte er eine Ausbildung zum mittleren Verwaltungsdienst bei der Stadtverwaltung Bretten. 1979 wechselte er in die Landesverwaltung und absolvierte zwischen 1986 und 1989 an der Fachhochschule für öffentliche Verwaltung Ludwigsburg ein Studium zum Diplom-Finanzwirt (FH). Von 1997 bis 2009 war er beim Rechnungshof Baden-Württemberg tätig.
Bei der Oberbürgermeisterwahl in Bretten 2009 setzte Wolff sich mit 83,25 Prozent der Stimmen durch. Er trat sein Amt im Februar 2010 an.
In Folge seiner ersten Amtszeit konnte Martin Wolff die Oberbürgermeisterwahl im Dezember 2017 im zweiten Durchgang mit lediglich zwei, nach erneuter Auszählung zwölf Stimmen Vorsprung, für sich entscheiden und somit seine zweite Amtszeit als Oberbürgermeister der Stadt Bretten für weitere acht Jahre antreten. Ende September 2024 legte er sein Amt vorzeitig nieder. Ihm folgte Nico Morast nach.
Wolff sitzt außerdem für die Freien Wähler im Kreistag des Landkreises Karlsruhe.